# Jan Geeraerts
Jan Geeraerts (Antwerpen, 15 mei 1814 - 9 januari 1890) was een Belgisch kunstschilder.
Hij was leerling aan de Academie van Antwerpen.  Hij schilderde voornamelijk interieurs van kerken en pittoreske oude panden. Daarnaast schilderde hij ook genretaferelen en religieuze onderwerpen. Het kerkinterieur was een genre dat in België slechts door weinig andere kunstenaars beoefend werd op regelmatige basis: Jules-Victor Genisson, Joseph-Chrétien Nicolié, André-Joseph Minguet, Bernard Neyt en Joseph Maswiens. Zijn kerkinterieurs zijn vaak die van Antwerpse kerken. Maar er bestaat ook een schilderij van het interieur van de Nieuwe Kerk in Delft met zicht op het praalgraf van Willem de Zwijger. Hij nam deel aan de Salons in Antwerpen, Brussel en Gent. Dit waren grote groepstentoonstellingen van levende kunstenaars, toen zowat de enige opportuniteiten voor een beeldend kunstenaar om zich aan een ruim publiek te presenteren.
Geeraerts woonde in de Lange Leemstraat 118 in Antwerpen.

## Tentoonstellingen
- Salon 1851, Brussel : "De antiekhandelaar"
- Salon 1881, Brussel : "De professor"
- Salon 1882, Antwerpen : "Interieur van de Sint-Pauluskerk"

## Musea
- Antwerpen, Kon. Museum voor Schone Kunsten : "Interieur van de Sint-Pauluskerk te Antwerpen" (aangekocht in 1882)
- Antwerpen, Stadhuis : "De trouwzaal in het Antwerpse Stadhuis in de 17de eeuw" (aquarel; 1863)